# هلن جوی
هلن جوی (انگلیسی: Hélène Joy) بازیگر اهل کانادا است که در استرالیا زاده شده است. وی از سال ۱۹۹۶ میلادی تاکنون مشغول فعالیت بوده‌است. وی دانش‌آموختهٔ دانشگاه کورتین و آکادمی هنرهای نمایشی استرالیای غربی است.
از فیلم‌ها یا مجموعه‌های تلویزیونی که وی در آن‌ها نقش داشته‌است، می‌توان به رودخانه برفی، مأموران مخفی پلیس، مردم زیبا، مزرعه قلب‌ها، پلیس‌های تازه‌کار و ماجراهای مرداک اشاره نمود.